# Vicente Elvira
Pour les articles homonymes, voir Elvira.
Elvira  Manjón est un nom espagnol. Le premier nom de famille, en général paternel, est Elvira ; le second, en général maternel, souvent omis, est Manjón.
Vicente Elvira Manjón (né le 23 novembre 1975 à San Sebastián de los Reyes,) est un coureur cycliste espagnol.

## Biographie
Vicente Elvira passe professionnel en avril 1999 au sein de l'équipe portugaise Matesica-Abóboda. Avec cette formation, il se distingue lors de la saison 2000 en terminant troisième de deux étapes sur le Tour de l'Alentejo. Il termine également quatrième d'une étape du Tour des Asturies. 
Malgré ses performances, il redescend dès 2001 chez les amateurs, où il continue sa carrière jusqu'en 2004. Durant cette période, il remporte notamment deux étapes du Circuito Montañés. 

## Palmarès
- 2001
  - 7e étape du Circuito Montañés
  - 2e du Xanisteban Saria
  - 3e du Tour de Tarragone
- 2002
  - Volta ó Barbanza[3]
- 2003
  - 2e étape du Circuito Montañés
  - 3e du Grand Prix de la ville de Felino